# Hollow Bodies
Hollow Bodies е четвърти студиен албум на американската метълкор група Blessthefall. Издаден е на 20 август 2013 г. от Fearless Records.

## Обща информация
На 10 юни 2013 г. групата публикува обложката и списъка с песни. На 25 юни, „You Wear a Crown, But You're No King“ излиза като сингъл, а на 13 август целият албум е качен за безплатно слушане в Billboard.com. Той достига 15-о място в Billboard 200 и 1-во в Hard Rock chart, като са продадени 21 888 копия през първата седмица. До август 2015 г. са продадени 58 000 копия в САЩ.

## Състав
- Бу Бокан – вокали, клавири, пиано
- Ерик Ламбърт – китара, беквокали
- Елиът Грюенбърг – китара
- Джаред Уорт – бас
- Мат Трейнър – барабани

## Песни
| 1.    | Exodus                               | 5:28 |
| 2.    | You Wear a Crown, But You're No King | 3:43 |
| 3.    | Hollow Bodies                        | 4:17 |
| 4.    | Déjà Vu                              | 4:17 |
| 5.    | Buried In these Walls                | 3:46 |
| 6.    | See You On the Outside               | 4:14 |
| 7.    | Youngbloods                          | 2:56 |
| 8.    | Standing On the Ashes                | 3:12 |
| 9.    | Carry On                             | 3:15 |
| 10.   | The Sound of Starting Over           | 4:08 |
| 11.   | Open Water                           | 6:59 |
| 46:15 |                                      |      |